# Pierre Hyacinthe Azaïs
Pierre Hyacinthe Azaïs (Ladèrn de Lauquet, 4 d'abril, 1741 - Tolosa de Llenguadoc, 3 de març, 1796) fou un compositor francès del Classicisme. Fou mestre de música de la "Royal Military School" de Sorèse.
A més d'un gran nombre de misses i motets va compondre sonates, duets i trios per a instruments de corda. També se li deuen: Méthode de musique sur un nouveau plan (1776).

## Obres
- Le Violoncelle classique (1970)
- Le Violoncelle classique (1968)
- Le Violoncelle clàssiques, en cinc volums graduats. Eleccions, digitacions, anotacions de Jean Brizard, transcripcions, harmonitzacions de Henri Classens. Volum C. [Per a violoncel i piano] (1965)
- Le Violoncelle classique (1965)
- Six simphonies à grand orchestre, descobertes pel senyor Hugard de St-Guy (1780)
- Menuet pour le violoncelle (1780)
- Six duo pour deux violoncelles.seguits de les 12 sonates aparegudes darrerament (1778)
- XII sonates pour le violoncelle, (1777)
- Six Trio en quatre parties, un violí, un violoncel i trompa; o violí, violoncel i un clarinet (1776)
- Six simphonies à grand orchestre (1774)
- Six Trios en quatre parties: un violí, un violoncel, i una trompa: o un Violoí, un violoncel, i un clarinet...
- Six Duo pour deux violoncelles.
- 12 Sonates, aparegudes darrerament...[1]